# دختر گمشده (فیلم ۲۰۱۴)
دختر گمشده (انگلیسی: Gone Girl) فیلمی آمریکایی در ژانر دلهره‌آور روان‌شناختی به کارگردانی دیوید فینچر است که در سال ۲۰۱۴ به نمایش درآمد. فیلم‌نامهٔ این فیلم را گیلین فلین بر پایهٔ رمان ۲۰۱۲ خودش به همین نام نوشته است. داستان این فیلم در میزوری جریان دارد و در سبک معمایی پست‌مدرن نوشته شده است. این فیلم وقایع پیرامون نیک دان (بن افلک) را دنبال می‌کند که مظنون اصلی ناپدید شدن ناگهانی همسرش امی (رزمند پایک) می‌شود. این فیلم به مسائلی همچون اختلاف فرهنگی، اقتصادی و خیانت در زندگی زناشویی، رسانه، انتقام، تأثیر فرایندهای اقتصادی روی زندگی خانوادگی و ظاهرسازی می‌پردازد. نیل پاتریک هریس و تایلر پری از دیگر بازیگران فیلم هستند.
مراسم افتتاحیهٔ این فیلم در ۲۶ سپتامبر ۲۰۱۴ در جشنوارهٔ فیلم نیویورک برگزار شد و بعداً در ۳ اکتبر به‌صورت سینمایی در سراسر جهان اکران شد. دختر گمشده با موفقیت تجاری همراه بود و نقدهای مثبتی را از سوی منتقدان دریافت کرد. این فیلم با بودجهٔ ۶۱ میلیون دلاری ساخته شد و در نهایت ۳۶۹ میلیون دلار فروش داشت و به پرفروش‌ترین فیلم فینچر تبدیل شد.
نقش‌آفرینی پایک مورد تحسین منتقدان قرار گرفت
و برایش نامزد دریافت جوایز اسکار، بفتا و گلدن گلوب شد. خود فیلم نامزد دریافت جایزهٔ گلدن گلوب بهترین کارگردانی برای فینچر و جایزهٔ بفتا و گلدن گلوب در زمینهٔ بهترین فیلم‌نامه برای فلین شد.

## داستان
صبح روز پنجمین سالگرد ازدواج نیک دون (با بازی بن افلک) و ایمی (با بازی رزاماند پایک)، نیک متوجه می‌شود همسرش ناپدید شده است. در قیل و قال‌های رسانه‌ای در مورد گم شدن ایمی، شک و تردیدهایی پدید می‌آید مبنی بر این‌که خود نیک دون همسرش را به قتل رسانده است.
ازدواج نیک و ایمی ازدواج موفقی نبوده و آنها زندگی مشترک از هم پاشیده‌ای دارند. هر دوی آنها در دورهٔ رکود اقتصادی کارشان را از دست داده‌اند و مجبور شده‌اند از شهر نیویورک به شهر کوچکی در میسوری، زادگاه نیک، بیایند. شهری که در آن نیک به تنبلی و افسردگی دچار شده است.
کاراگاهی به نام روندا بانی شواهدی در مورد مشکلات مالی این زوج و زندگی ناآرام آنها پیدا می‌کند و متوجه می‌شود ایمی می‌خواسته است یک تفنگ بخرد.
در ادامه معلوم می‌شود ایمی برای نیک پاپوش دوخته و طوری وانمود کرده که نیک او را کشته است. او ظاهر خود را تغییر داده و به جایی دور رفته است. ایمی گمان می‌کند نیک به قتل او متهم و محاکمه خواهد شد. زمانی که یکی از همسایگانش پول‌های او را می‌دزدد، ایمی به دوست پولدار قدیمی‌اش، دسی کالینز (با بازی هریس) زنگ می‌زند و او را متقاعد می‌کند که برای محافظت از جانش مجبور شده است که از دست نیک فرار کند. دسی قبول می‌کند که ایمی را در خانهٔ گرانقیمتش در کنار یک دریاچه مخفی کند.
این میان نیک به خواهر دوقلویش مارگو می‌گوید که بیگناه است و وکیلی به نام تنر بولت (با بازی تایلر پری) را استخدام می‌کند تا وجههٔ عمومی‌اش را بهبود ببخشد. بعد از اینکه معلوم می‌شود نیک به همسرش خیانت کرده، او در یک برنامهٔ تلویزیونی ظاهر می‌شود تا به خاطر اینکه همسر خوبی نبوده، معذرت‌خواهی کند، اما قسم می‌خورد که هرگز کسی را نکشته است. این برنامه باعث می‌شود وجههٔ عمومی نیک ترمیم شود.
از سوی دیگر ایمی دسی را فریب می‌دهد و با تیغ گلوی او را می‌برد. ایمی که غرق خون است به خانه برمی‌گردد و می‌گوید دسی او را دزدیده و می‌خواسته به او تجاوز کند. ایمی حقیقت را به نیک می‌گوید و نیک هم بانی، بولت و مارگو را در جریان می‌گذارد. اما راهی برای اثبات گناهکار بودن ایمی وجود ندارد.
نیک قصد دارد ایمی را ترک و دروغ‌های او را آشکار کند. اما ایمی به او می‌گوید که حامله است و از طریق تلقیح مصنوعی اسپرم نیک که در کلینک نازایی موجود بوده خود را حامله کرده است. نیک با خشونت واکنش نشان می‌دهد، ولی نسبت به بچه احساس مسوولیت می‌کند. سرانجام نیک با بی‌میلی تصمیم می‌گیرد با ایمی بماند و در یک برنامهٔ تلویزیونی اعلان کند که آن‌ها به زودی بچه‌دار خواهند شد.

## بازیگران
- بن افلک در نقش نیک دان
- رزمند پایک در نقش ایمی دان، همسر گمشدهٔ نیک
- نیل پاتریک هریس در نقش دسی کالینز، دوست‌پسر سابق و ثروتمند ایمی
- تایلر پری در نقش تنر بولت، وکیل نیک
- کری کون در نقش مارگو دان، خواهر دوقلوی نیک
- کیم دیکنز در نقش کارآگاه روندا بانی، بازپرس اصلی پروندهٔ گمشدن ایمی
- پاتریک فوگیت در نقش افسر پلیس جیمز گیلپان
- میسی پایل در نقش الن ابوت، یک مجری تلویزیون کابلی بر اساس نانسی گریس[۱۰]
- امیلی راتایکوفسکی در نقش اندی فیتز جرالد
- لولا کریک در نقش گرتا
- کیسی ویلسون در نقش نوئل هاثورن
- بوید هالبروک در نقش جف
- لیزا بینز در نقش مریبث الیوت، مادر ایمی
- سلا وارد در نقش شارون شیبر
- اسکوت مک‌نری در نقش تامی اوهارا
- کتلین رز پرکینز در نقش شانا کِلی
- دیوید کلنون در نقش پدر ایمی
- اسکات تاکه‌دا در نقش تهیه‌کننده تلویزیونی

## واکنش منتقدان
بسیاری از منتقدان نظر مثبتی نسبت به فیلم دختر گم‌شده داشتند. رابی کولین از تلگراف این فیلم را یک نئو نوآر توصیف کرد که باعث می‌شود مغزتان از هم بپاشد.
یان بروکس از گاردین در مورد آن نوشت: «شاید دختر گم‌شده اتفاقی آنقدرها بزرگ هم نباشد. شبیه طوفانی که در یک فنجان چای اتفاق می‌افتد. اما باید بگوییم فنجان چایش خیلی شیک و هوشمندانه و ظریف است؛ و طوفانی که در آن اتفاق می‌افتد آنقدر مهیب است که ما را داخل خودش می‌کشاند.»
جان راستکوف از تایم اوت در مورد فیلم دختر گم‌شده نوشت: «رمان مجذوب‌کننده گیلیان فیلین دربارهٔ همسر گمشده تبدیل به یک تریلر هالیوودی گرم و خشونت‌بار شده که هر ده سال یک‌بار می‌توانید یک فیلم مانند آن را ببینید.»
جاستین چانگ از ورایتی این فیلم را موفق‌تر از دختری با خالکوبی اژدها ارزیابی کرد. او در مورد اقتباس فینچر از رمان دختر گم‌شده نوشت: «این تریلر روانشناسانهٔ پرهزینهٔ ۱۴۹ دقیقه‌ای که بسیار دقیق و مسحورکننده ساخته شده، ترکیبی منحصر به فرد از فیلم‌ساز و مادهٔ خامی است که در دست دارد. این فیلم بدبینی فینچر نسبت به عصر اطلاعات و همچنین دغدغهٔ او در مورد ترس و خشونتِ پنهان در زیر لایهٔ بیرونی زندگی مدرن آمریکایی را به خوبی نمایش می‌دهد.»